# Centrummaat
Een centrummaat of liggingsmaat (soms centrumgetal of centrale tendens genoemd) is een term uit de statistiek. Met een centrummaat wordt een indruk gegeven van het centrum van een hoeveelheid gegevens of een verdeling. Afhankelijk van de gehanteerde centrummaat kan het centrum het midden van de gegevens of de verdeling betekenen, dan wel de plaats of meest waarschijnlijke plaats waar zich de meeste gegevens bevinden. Een centrummaat geeft daarmee in één getal een indruk van de gegevens of de verdeling, en wordt soms ook als samenvatting in één getal van de gegevens of de verdeling gebruikt. Bekende centrummaten zijn het rekenkundig en het meetkundig gemiddelde, de mediaan, de modus en het bereikmidden (de waarde precies tussen de minimum- en maximumwaarde).
Sommige auteurs gebruiken de term "centrale tendens" om de neiging van kwantitatieve data om rond een zekere centrale waarde te clusteren aan te duiden. In dat geval kan gesproken worden van een sterke of zwakke centrale tendens voor bepaalde gegevens, afhankelijk van de spreiding zoals bijvoorbeeld gemeten via de standaardafwijking.
De bekende centrummaten minimaliseren de afwijkingen van de waarnemingen ({\displaystyle x_{i}}) ten opzichte van de centrummaat ({\displaystyle \mu }):
{\displaystyle \min _{\mu }(\lim _{a\to n}\sum _{i}|(x_{i}-\mu )^{a}|)}
met voor {\displaystyle n}
0 voor de modus
1 voor de mediaan
2 voor het gemiddelde
∞ voor het bereikmidden